# Richard von Belcredi

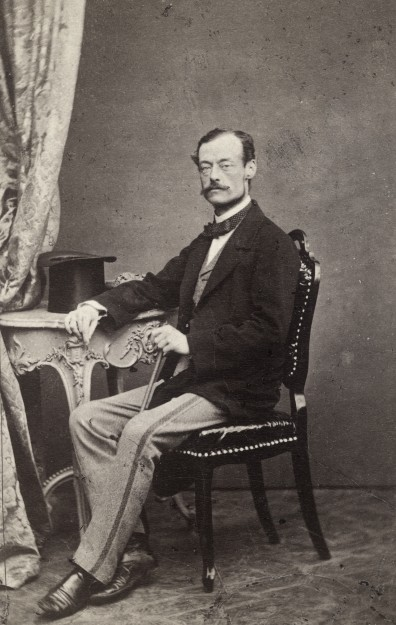
Graaf Richard von Belcredi

Richard von Belcredi (Ingrowitz, 12 februari 1823 - Gmunden, 2 december 1902) was een Oostenrijks ambtenaar en staatsman, die van 1865 tot 1867 als voorzitter van de ministerconferentie de Oostenrijkse regeringsleider was.

## Biografie
Hij werd geboren in Moravië als een telg uit het adelsgeslacht Belcredi. Hij studeerde rechten aan de universiteiten van Praag en Wenen en werd in 1854 aangesteld tot bezirkshauptmann ("districtskapitein") in Znaim. In 1861 werd hij verkozen tot afgevaardigde van de landdag van Oostenrijks-Silezië en van de Rijksraad. Een jaar later werd hij het hoofd van de Oostenrijks-Silezische regionale regering. Hij werd benoemd tot geheimraad in 1864 en ook tot statthalter (keizerlijk gouverneur) van Bohemen.
In juni 1865 stelde keizer Frans Jozef I Belcredi aan tot voorzitter van de ministerconferentie, de regeringsleider van het keizerrijk Oostenrijk, ter opvolging van de regering van aartshertog Reinier en Anton von Schmerling. Belcredi's regering werd het driegravenministerie genoemd, hoewel er eigenlijk vijf graven in de regering zetelden: Belcredi zelf, buitenlandminister graaf Mensdorff-Pouilly en financiënminister graaf Larisch von Moennich, maar daarnaast ook graaf Esterházy als minister zonder portefeuille en graaf Haller als Zevenburgs hofkanselier.
De regering werd geconfronteerd met de dringende Hongaarse kwestie, die uiteindelijk tot de Oostenrijks-Hongaarse Ausgleich van 1867 leidde. Op 20 september 1865 schortte Belcredi het Februaripatent van 1861 op. De Ausgleich kwam tot stand na Oostenrijks nederlaag in de Oostenrijks-Pruisische Oorlog (1866) en de daaropvolgende Verdrag van Praag, waarmee de Duitse Bond werd ontbonden en Oostenrijks invloed in Duitsland een flinke dreun kreeg. Op 30 oktober 1866 werd buitenlandminister Mensdorff-Pouilly opgevolgd door baron Beust, die de onderhandelingen met Hongarije leidde en een voorlopige versie van de Decemberconsitutie, de grondwet van Cisleithanië, opstelde.
Uiteindelijk haalde Beusts idee van een dubbelmonarchie het van Belcredi's idee van een federatie, gelijkaardig aan de later voorgestelde Verenigde Staten van Oostenrijk. Op 7 februari 1867 diende Belcredi vervolgens zijn ontslag in en werd hij opgevolgd door baron Beust. In 1881 werd hij benoemd tot levenslang lid van het Herenhuis, het Oostenrijkse hogerhuis.